# Backwash-Effekt
Der Backwash-Effekt (engl. Nachwirkung, Rückstrom) beschreibt sich im Lauf der Zeit selbst verstärkende Auswirkungen von einem auf andere Bereiche.

## Regionalwissenschaften
In der Regionalwissenschaft werden damit z. B. Abwanderungsbewegungen von ärmeren in wohlhabendere Regionen beschrieben, die damit die Chancen   auf Wohlstand der ärmeren Regionen weiter schmälern. In der Regel geben dabei periphere oder ländliche Räume Ressourcen zugunsten von Zentren ab. Backwash-Effekte können sich bei einer regionalen, nationalen oder globalen Betrachtung ergeben. Im Zusammenhang mit Testverfahren für Lernerfolge bezeichnet der Backwash-Effekt   Auswirkungen von bestimmten Testformen auf Lehrinhalte und -methoden.
Das Konzept wurde aus Interesse an der Erklärung von Ungleichheit von Gunnar Myrdal geprägt. Myrdal  geht davon aus, dass eine Region mit höherem Einkommen Backwash-Effekte für eine Region mit niedrigerem Einkommen erzeugen kann. Diese könnten dann auftreten, wenn eine wirtschaftliche Expansion in der Region mit höherem Einkommen Abwanderungseffekte hervorruft, z. B. Kapitalflucht oder ungleicher Austausch im Handel.
Da der Backwash-Effekt davon ausgeht, dass sich die beobachteten Effekte selbst verstärken lässt er sich der regionalen Polarisationstheorie zuordnen.
Backwash-Effekte entlang dieser Überlegungen lassen sich z. B. für Ostdeutschland zeigen.

## Schulische Testverfahren
Im Kontext schulischer Testverfahren beschreibt der Backwash-Effekt oder Washback-Effekt eine "direkte oder indirekte Auswirkung von Tests auf die Lehrmethoden". Ein Beispiel dafür ist Unterricht anhand von Prüfungsfragen aus vergangenen Jahren. Über die Reproduktion der Antworten hinaus entstehe so kein Verständnis der Inhalte.